# 福岡ソフトバンクホークスの選手一覧
- 福岡ソフトバンクホークス > 福岡ソフトバンクホークスの選手一覧
- 日本のプロ野球選手一覧 > 福岡ソフトバンクホークスの選手一覧

福岡ソフトバンクホークスの選手一覧（ふくおかソフトバンクホークスのせんしゅいちらん）は、福岡ソフトバンクホークスに所属する選手・監督・コーチ、およびかつて所属していた選手の一覧である。

## 首脳陣

### 一軍
| 背番号 | 名前       | 役職                                                 |
| ------ | ---------- | ---------------------------------------------------- |
| 90     | 小久保裕紀 | 監督                                                 |
| 92     | 奈良原浩   | ヘッドコーチ                                         |
| 94     | 倉野信次   | 投手コーチ（チーフ）兼ヘッドコーディネーター（投手） |
| 72     | 若田部健一 | 投手コーチ（ブルペン）                               |
| 71     | 中田賢一   | 投手コーチ（ブルペン補佐）                           |
| 78     | 村上隆行   | 打撃コーチ                                           |
| 80     | 本多雄一   | 内野守備走塁兼作戦コーチ                             |
| 79     | 大西崇之   | 外野守備走塁兼作戦コーチ                             |
| 84     | 髙谷裕亮   | バッテリーコーチ                                     |

### 二軍
| 背番号 | 名前     | 役職                 |
| ------ | -------- | -------------------- |
| 74     | 松山秀明 | 監督                 |
| 73     | 小笠原孝 | 投手コーチ（チーフ） |
| 97     | 牧田和久 | ファーム投手コーチ   |
| 93     | 村松有人 | 打撃コーチ           |
| 82     | 髙田知季 | 内野守備走塁コーチ   |
| 96     | 城所龍磨 | 外野守備走塁コーチ   |
| 87     | 細川亨   | バッテリーコーチ     |

### 三軍
| 背番号 | 名前     | 役職                 |
| ------ | -------- | -------------------- |
| 88     | 斉藤和巳 | 監督                 |
| 76     | 寺原隼人 | 投手コーチ（チーフ） |
| 86     | 奥村政稔 | ファーム投手コーチ   |
| 75     | 大道典良 | 打撃コーチ           |
| 91     | 金子圭輔 | 内野守備走塁コーチ   |
| 98     | 高波文一 | 外野守備走塁コーチ   |
| 83     | 清水将海 | バッテリーコーチ     |

### 四軍
| 背番号 | 名前           | 役職               |
| ------ | -------------- | ------------------ |
| 011    | 大越基         | 監督               |
| 024    | フェリペナテル | 投手コーチ         |
| 013    | 森笠繁         | 打撃コーチ         |
| 014    | 笹川隆         | 内野守備走塁コーチ |
| 015    | 釜元豪         | 外野守備走塁コーチ |
| 016    | 的山哲也       | バッテリーコーチ   |

### その他
森山から井出までの8名は、NPBの登録上はコーチ登録ではないが、球団公式サイト上ではコーチ扱いで紹介されているため、以下に掲載している。
| 背番号 | 名前                   | 役職                                 |
| ------ | ---------------------- | ------------------------------------ |
| 017    | 森山良二               | リハビリ担当コーチ（投手）           |
| 018    | 中谷将大               | リハビリ担当コーチ（野手）           |
| 012    | 川越英隆               | コーディネーター（投手ファーム統括） |
| 020    | 星野順治               | コーディネーター（投手）             |
| 023    | 荒金久雄               | コーディネーター（野手統括）         |
| 019    | 関川浩一               | コーディネーター（野手）             |
| 022    | 森浩之                 | コーディネーター（野手）             |
| 021    | 井出竜也               | コーディネーター（野手）             |
| 025    | 長谷川勇也             | スキルコーチ（打撃）                 |
| 026    | 明石健志               | スキルコーチ（打撃）                 |
| 027    | 菊池拓斗               | スキルコーチ（打撃）                 |
| 044    | リック・バンデンハーク | 外国人育成投手コーチ                 |
| 042    | フリオ・ズレータ       | 外国人育成野手コーチ                 |

## 所属選手

### 投手
| 背番号 | 選手名                           | 投 | 打 | 備考                                            |
| ------ | -------------------------------- | -- | -- | ----------------------------------------------- |
| 2      | カーター・スチュワート・ジュニア | 右 | 右 |                                                 |
| 10     | 上沢直之                         | 右 | 右 | NPB復帰                                         |
| 11     | 津森宥紀                         | 右 | 右 |                                                 |
| 13     | 濵口遥大                         | 左 | 左 | DeNAからトレード移籍                            |
| 14     | 又吉克樹                         | 右 | 右 |                                                 |
| 16     | 東浜巨                           | 右 | 右 |                                                 |
| 17     | 有原航平                         | 右 | 右 |                                                 |
| 18     | 武田翔太                         | 右 | 右 |                                                 |
| 20     | 村上泰斗                         | 右 | 両 | 2024年ドラフト1位                               |
| 26     | 大津亮介                         | 右 | 左 |                                                 |
| 27     | 岩井俊介                         | 右 | 右 |                                                 |
| 28     | 安德駿                           | 右 | 右 | 2024年ドラフト3位                               |
| 29     | 大江竜聖                         | 左 | 左 | 巨人からトレード移籍                            |
| 34     | 村田賢一                         | 右 | 右 |                                                 |
| 35     | リバン・モイネロ                 | 左 | 左 |                                                 |
| 39     | 尾形崇斗                         | 右 | 左 |                                                 |
| 40     | 杉山一樹                         | 右 | 右 |                                                 |
| 41     | 前田悠伍                         | 左 | 左 |                                                 |
| 42     | 伊藤優輔                         | 右 | 右 | 巨人から甲斐拓也のFA移籍に伴う人的補償で移籍    |
| 47     | 大関友久                         | 左 | 左 |                                                 |
| 48     | 藤井皓哉                         | 右 | 左 |                                                 |
| 49     | 松本晴                           | 左 | 左 |                                                 |
| 50     | 板東湧梧                         | 右 | 右 |                                                 |
| 51     | 前田純                           | 左 | 左 |                                                 |
| 53     | 大山凌                           | 右 | 右 |                                                 |
| 54     | ロベルト・オスナ                 | 右 | 右 |                                                 |
| 56     | 田浦文丸                         | 左 | 左 |                                                 |
| 58     | 木村大成                         | 左 | 左 |                                                 |
| 59     | 長谷川威展                       | 左 | 左 |                                                 |
| 60     | 大野稼頭央                       | 左 | 左 |                                                 |
| 63     | ダーウィンゾン・ヘルナンデス     | 左 | 左 |                                                 |
| 64     | 上茶谷大河                       | 右 | 右 | DeNAから現役ドラフトで移籍                      |
| 66     | 松本裕樹                         | 右 | 左 |                                                 |
| 68     | 木村光                           | 右 | 左 |                                                 |
| 69     | 岩崎峻典                         | 右 | 右 | 2024年ドラフト6位                               |
| 85     | 宮﨑颯                           | 左 | 左 | 育成選手からの支配下登録                        |
| 95     | 川口冬弥                         | 右 | 右 | 2024年育成ドラフト6位・育成選手からの支配下登録 |
| 126    | 宮里優吾                         | 右 | 右 | 育成選手                                        |
| 128    | 河野伸一朗                       | 左 | 左 | 育成選手・2024年育成ドラフト5位                 |
| 133    | 星野恒太朗                       | 右 | 右 | 育成選手                                        |
| 134    | 大城真乃                         | 左 | 左 | 育成選手                                        |
| 135    | アレクサンダー・アルメンタ       | 左 | 左 | 育成選手                                        |
| 136    | 大竹風雅                         | 右 | 左 | 育成選手                                        |
| 137    | 津嘉山憲志郎                     | 右 | 右 | 育成選手・2024年育成ドラフト7位                 |
| 138    | 相原雄太                         | 右 | 右 | 育成選手・2024年育成ドラフト8位                 |
| 139    | 井﨑燦志郎                       | 右 | 右 | 育成選手                                        |
| 140    | 岡田皓一朗                       | 右 | 右 | 育成選手・2024年育成ドラフト9位                 |
| 141    | 澤柳亮太郎                       | 右 | 右 | 育成選手・38から背番号変更                      |
| 142    | 藤原大翔                         | 右 | 右 | 育成選手                                        |
| 145    | ハモンド                         | 右 | 右 | 育成選手                                        |
| 146    | 藤田淳平                         | 左 | 左 | 育成選手                                        |
| 148    | 山崎琢磨                         | 右 | 左 | 育成選手                                        |
| 149    | 熊谷太雅                         | 左 | 左 | 育成選手・2024年育成ドラフト12位                |
| 152    | 塩士暖                           | 右 | 右 | 育成選手・2024年育成ドラフト13位                |
| 153    | 張峻瑋                           | 右 | 右 | 育成選手・新外国人                              |
| 155    | 風間球打                         | 右 | 左 | 育成選手・1から背番号変更                       |
| 156    | ルイス・ロドリゲス               | 右 | 右 | 育成選手                                        |
| 157    | 田上奏大                         | 右 | 左 | 育成選手・70から背番号変更                      |
| 158    | 赤羽蓮                           | 右 | 右 | 育成選手                                        |
| 160    | 長水啓眞                         | 左 | 左 | 育成選手                                        |
| 161    | 内野海斗                         | 右 | 右 | 育成選手                                        |
| 162    | 岡植純平                         | 右 | 右 | 育成選手                                        |
| 163    | 佐々木明都                       | 右 | 右 | 育成選手                                        |
| 164    | 水口創太                         | 右 | 右 | 育成選手                                        |
| 169    | 飛田悠成                         | 右 | 左 | 育成選手                                        |
| 176    | ダリオ・サルディ                 | 左 | 左 | 育成選手                                        |

### 捕手
| 背番号 | 選手名     | 投 | 打 | 備考                            |
| ------ | ---------- | -- | -- | ------------------------------- |
| 00     | 渡邉陸     | 右 | 左 | 79から背番号変更                |
| 12     | 嶺井博希   | 右 | 右 |                                 |
| 22     | 牧原巧汰   | 右 | 左 |                                 |
| 45     | 谷川原健太 | 右 | 左 |                                 |
| 55     | 石塚綜一郎 | 右 | 右 |                                 |
| 62     | 海野隆司   | 右 | 右 |                                 |
| 65     | 藤田悠太郎 | 右 | 右 |                                 |
| 125    | 大友宗     | 右 | 右 | 育成選手・2024年育成ドラフト3位 |
| 151    | 加藤晴空   | 右 | 左 | 育成選手                        |
| 171    | 盛島稜大   | 右 | 右 | 育成選手                        |

### 内野手
| 背番号 | 選手名                 | 投 | 打 | 備考                            |
| ------ | ---------------------- | -- | -- | ------------------------------- |
| 0      | 川瀬晃                 | 右 | 左 |                                 |
| 4      | ジーター・ダウンズ     | 右 | 右 |                                 |
| 5      | 山川穂高               | 右 | 右 | 25から背番号変更                |
| 6      | 今宮健太               | 右 | 右 |                                 |
| 8      | 牧原大成               | 右 | 左 |                                 |
| 23     | 周東佑京               | 右 | 左 | 選手会長                        |
| 24     | 栗原陵矢               | 右 | 左 |                                 |
| 25     | 庄子雄大               | 右 | 左 | 2024年ドラフト2位               |
| 33     | 廣瀨隆太               | 右 | 右 |                                 |
| 36     | イヒネイツア           | 右 | 左 |                                 |
| 43     | 井上朋也               | 右 | 右 |                                 |
| 46     | 宇野真仁朗             | 右 | 右 | 2024年ドラフト4位               |
| 52     | 秋広優人               | 右 | 左 | 巨人からトレード移籍            |
| 67     | 石見颯真               | 右 | 左 | 2024年ドラフト5位               |
| 99     | 野村勇                 | 右 | 右 |                                 |
| 121    | ザイレン               | 右 | 右 | 育成選手・2024年育成ドラフト2位 |
| 122    | 藤野恵音               | 右 | 右 | 育成選手                        |
| 124    | 桑原秀侍               | 右 | 右 | 育成選手                        |
| 127    | 広瀬結煌               | 右 | 右 | 育成選手・2024年育成ドラフト4位 |
| 129    | 佐倉俠史朗             | 右 | 左 | 育成選手                        |
| 130    | 勝連大稀               | 右 | 左 | 育成選手                        |
| 131    | 中澤恒貴               | 右 | 右 | 育成選手                        |
| 159    | 山下恭吾               | 右 | 右 | 育成選手                        |
| 167    | 川原田純平             | 右 | 右 | 育成選手・46から背番号変更      |
| 170    | 西尾歩真               | 右 | 左 | 育成選手                        |
| 175    | デービッド・アルモンテ | 右 | 右 | 育成選手                        |

### 外野手
| 背番号 | 選手名         | 投 | 打 | 備考                             |
| ------ | -------------- | -- | -- | -------------------------------- |
| 3      | 近藤健介       | 右 | 左 |                                  |
| 7      | 中村晃         | 左 | 左 |                                  |
| 9      | 柳田悠岐       | 右 | 左 |                                  |
| 30     | 佐藤直樹       | 右 | 右 |                                  |
| 31     | 正木智也       | 右 | 右 |                                  |
| 32     | 柳町達         | 右 | 左 |                                  |
| 44     | 笹川吉康       | 左 | 左 |                                  |
| 57     | 緒方理貢       | 右 | 左 |                                  |
| 61     | 川村友斗       | 右 | 左 |                                  |
| 77     | 山本恵大       | 右 | 左 | 育成選手からの支配下登録         |
| 123    | 大泉周也       | 左 | 左 | 育成選手                         |
| 143    | 漁府輝羽       | 右 | 右 | 育成選手・2024年育成ドラフト10位 |
| 144    | マルコ・シモン | 右 | 右 | 育成選手                         |
| 147    | 木下勇人       | 右 | 左 | 育成選手・2024年育成ドラフト11位 |
| 154    | 生海           | 右 | 左 | 育成選手・37から背番号変更       |
| 166    | 重松凱人       | 右 | 右 | 育成選手                         |
| 168    | 佐藤航太       | 右 | 右 | 育成選手                         |
| 173    | ホセ・オスーナ | 右 | 右 | 育成選手                         |

## 退団・移籍した選手
南海、近畿日本、近畿、ダイエー時代も含む。名前は選手として在籍した最終年の登録名を基準とする。

### あ行
あ
- 相羽欣厚（1973 - 1974）
- 青井要（1983 - 1994）
- 青野修三（1970 - 1973）
- 青山忠司（1979）
- 青山久人（1985 - 1987）
- 明石健志（2003 - 2022）
- 県真澄（1964 - 1966）
- 赤星鉄治（1982 - 1985）
- クリス・アギーラ（2009）
- 秋山幸二（1994 - 2002）
- 秋吉亮（2022途 - 終了）
- 足利豊（1991 - 1997）
- ウイリアンス・アストゥディーヨ（2023）
- 東実（1957 - 1961）
- アダム（2007）
- ウィリー・アップショー（1989 - 1990途）
- 穴吹義雄（1956 - 1968）
- 阿部澄男（1962 - 1963）
- 天川清三郎（1939 - 1940）
- 斐紹（2011 - 2017）
- 新井宏昌（1975 - 1985）
- 新井光男（1957）
- 新垣渚（2003 - 2014途）
- 荒金久雄（2001 - 2010途）
- 荒川雄太（2006 - 2010）
- 荒木翔太（2020 - 2022）
- 荒木正（1941 - 1944）
- 新崎慎弥（2012 - 2014）
- 有倉雅史（1996 - 1997）
- 有田修三（1990 - 1991）
- 有友敏（1949 - 1953）
- 有馬翔（2009 - 2013）
- ダリエル・アルバレス（2021途 - 終了）
- ブランドン・アレン（2012途 - 終了）

い
- 李大浩（2014 - 2015）
- 李机浩（2010）
- 飯島一彦（2002 - 2004）
- 飯島滋弥（1955）
- 飯田一弥（2012 - 2013）
- 飯田徳治（1947 - 1956）
- 飯田優也（2013 - 2018途）
- 飯山正樹（1972 - 1973）
- 五十嵐亮太（2013 - 2018）
- 井口資仁（1997 - 2004）
- 井口龍三（1975 - 1976）
- 池内豊（1971 - 1975）
- 池尻勉（1967 - 1971）
- 池田親興（1991 - 1994）
- 池之上格（1973 - 1986）
- 石垣一夫（1959 - 1960）
- 石上滋夫（1956 - 1958）
- 石川晃（1986 - 1988）
- 石川柊太（2014 - 2024）
- 石毛宏典（1995 - 1996）
- 石田光彦（1941 - 1942）
- 石貫宏臣（1995途 - 終了）
- 泉圭輔（2019 - 2023）
- 泉嘉郎（1964 - 1970）
- 磯崎慎二（1981 - 1984）
- 板敷保（1958 - 1961）
- 居谷匠真（2021 - 2023）
- 市川友也（2018途 - 2019）
- 市原圭（1992 - 1993）
- 市原稔（1969 - 1970）
- 井手正太郎（2002 - 2010途）
- 井出竜也（2005 - 2006）
- 伊藤勲（1979 - 1981）
- 伊藤四郎（1960）
- 伊藤大将（2020 - 2024）
- 伊藤大智郎（2011 - 2017）
- 伊藤経盛（1938 - 1940）
- 伊藤寿文（1989 - 1990）
- 伊藤則男（1962 - 1965）
- 伊藤博康（1996 - 1997）
- 伊藤正信（1973 - 1974）
- 伊藤泰憲（1981）
- 伊藤祐介（2013 - 2018）
- 伊奈龍哉（2007）
- 稲生高善（1972 - 1974）
- 稲嶺誉（2003 - 2007）
- 井上修（1962 - 1966）
- 井上慎一（1952 - 1955）
- 井上登（1962 - 1966）
- 井上祐二（1981 - 1994途）
- 猪子利男（1941 - 1944）
- 猪本健太郎（2009 - 2016）
- 今井洋行（1952 - 1955）
- 今井雄太郎（1991）
- 今村正博（1960 - 1963）
- 岩木哲（1975 - 1988）
- 岩切英司（1991 - 1994）
- 岩嵜翔（2008 - 2021）
- 岩谷明弘（1956 - 1959）
- 岩出清（1939 - 1940）
- 岩宮武二（1938）
- 岩本信一（1947 - 1949）
- 岩本義行（1938・1940 - 1942）

う
- エディ・ウィリアムス（1991）
- ブライアン・ウィリアムズ（1998）
- ジム・ウイルソン（1990 - 1990途）
- 上坂嘉彦（1980）
- デビッド・ウエスト（1997）
- 上田次朗（1980 - 1982途）
- 上田卓三（1967 - 1976途・1978途 - 終了）
- 上田良夫（1938 - 1940）
- 上野克二（1977 - 1980）
- 上林誠知（2014 - 2023）
- アダム・ウォーカー（2024）
- 臼井一博（1975）
- 臼井三喜男（1965）
- 内川聖一（2011 - 2020）
- 内田好治（2009 - 2011）
- 内田強（1989 - 1993）
- 内田大孝（1994 - 1995）
- 内之倉隆志（1991 - 2002）
- 内山智之（1994 - 1997）
- 内海達雄（1961 - 1962）
- 梅村好彦（1969 - 1974）
- ブライアン・ウルフ（2014 - 2015）

え
- 江上重孝（1952 - 1953）
- 江川智晃（2005 - 2019）
- 江口孝義（1991 - 1996）
- 江崎毅（1983）
- 江尻慎太郎（2013 - 2014）
- 江藤正（1949途 - 1953）
- 江夏豊（1976 - 1977）
- 榎本敏孝（2004 - 2006）
- 榎原好（1959）
- 江本晃一（1989途 - 1991）
- 江本孟紀（1972 - 1975）

お
- 王天上（1979 - 1980途）
- 大石弥太郎（1979 - 1980）
- 大神武俊（1952 - 1956）
- 大上良章（1960 - 1963）
- 大久保学（1983 - 1988）
- 大越基（1993 - 2003）
- 大崎憲司（1951）
- 大沢啓二（1956 - 1964）
- 大島敏夫（1964 - 1965）
- 大城祐二（2011）
- 太田勝正（1989 - 1995）
- 太田武（1954 - 1956）
- 太田龍生（1990）
- 太田利文（1964 - 1966）
- 太田稔（1964 - 1965）
- 大滝勇佑（2013 - 2015）
- 大竹耕太郎（2018 - 2022）
- 大立恭平（2013）
- 大谷哲弥（1958 - 1959）
- 大田原隆太（2006 - 2012）
- 大津一洋（1984 - 1987）
- 大塚賢一（1987 - 1991）
- 大塚徹（1972 - 1975）
- 大塚義樹（1985 - 1991）
- 大坪幸夫（1980 - 1989）
- ホセ・オーティズ（2009途 - 2011）
- 大戸雄記（1954 - 1957）
- 大隣憲司（2007 - 2017）
- 大西宏明（2011）
- 大西正樹（2006 - 2010）
- 大野久（1991 - 1994）
- 大野隆治（2003 - 2007）
- 大野倫（2001 - 2002）
- 大場翔太（2008 - 2015）
- 大場隆広（1976 - 1977）
- 大橋一郎（1946）
- 大道典良（1988 - 2006）
- 大村直之（2005 - 2008）
- 大本将吾（2017 - 2020）
- 大森福三郎（1949 - 1952）
- 大和田明（1968）
- 岡義朗（1980途 - 1983）
- 岡島秀樹（2012途 - 終了・2014）
- 岡田勉（1956 - 1957）
- 緒方修（1969 - 1975）
- 岡村和男（1962 - 1965）
- 岡村俊昭（1939 - 1944・1946 - 1949）
- 岡本伊三美（1949途 - 1963）
- 岡本克道（1997 - 2006）
- 岡本圭右（1975 - 1986）
- 岡本健（2014 - 2019）
- 岡本利三（1942）
- 岡本直也（2019 - 2023）
- 岡本吉守（1991 - 1992）
- 小川一夫（1973 - 1978）
- 小川皓市（1999）
- 小川達明（1990）
- 小川史（1983 - 1996）
- 奥村政稔（2019 - 2023）
- 小椋真介（1999 - 2012）
- 桶川隆（1946）
- ポール・オセゲラ（2013途 - 2014）
- 小田義人（1978 - 1981）
- マイケル・オルムステッド（2010途 - 終了）

### か行
か
- カールトン半田（1958 - 1961）
- 海蔵寺弘司（1938 - 1939）
- 甲斐拓也（2011 - 2024）
- 貝塚博次（1979 - 1981）
- 甲斐野央（2019 - 2023）
- 香川伸行（1980 - 1989）
- 柿木映二（2015 - 2017）
- 柿本実（1960）
- 蔭山和夫（1950 - 1959）
- 笠原栄一（1994 - 1996）
- 笠原和夫（1948 - 1953）
- 笠原大芽（2013 - 2019）
- 笠谷俊介（2015 - 2024）
- 梶岡和男（1949 - 1952）
- 梶田睦（1950 - 1954）
- 加治屋蓮（2014 - 2020）
- 柏原純一（1971 - 1977）
- 梶原宗弘（1954）
- カルロス・カスティーヨ（2002）
- アンヘル・カストロ（2012）
- 粕谷和彦（1985）
- 片平晋作（1972 - 1981）
- 甲藤啓介（2006 - 2013途）
- 加藤暁彦（2001 - 2005）
- 加藤喜作（1940 - 1944）
- 加藤洸稀（2022 - 2024）
- 加藤伸一（1984 - 1995）
- 加藤哲郎（1995）
- 加藤英樹（1991 - 1994）
- 加藤英司（1987）
- リック・ガトームソン（2007 - 2008）
- 門田純良（1972 - 1976）
- 門田博光（1970 - 1988・1991 - 1992）
- 金沢健一（1990 - 1993）
- 金澤健人（2010途 - 2013）
- バーバロ・カニザレス（2014 - 2016）
- 鐘井裕治（1976 - 1985）
- 金岡信男（1981 - 1982）
- 金子圭輔（2004 - 2010途・2012 - 2016）
- 金子将太（2015 - 2016）
- 金城信夫（1982 - 1985）
- 金城基泰（1977 - 1984）
- 金彦任重（1956 - 1963）
- 金村清（1962 - 1964）
- アレックス・カブレラ（2011 - 2012途）
- ホルベルト・カブレラ（2005 - 2006）
- 釜元豪（2012 - 2021）
- 神内靖（2002 - 2012）
- 亀澤恭平（2012 - 2014）
- 嘉弥真新也（2012 - 2023）
- 唐崎信男（1961 - 1970）
- D・J・カラスコ（2006）
- フレディ・ガルビス（2022 - 2023）
- 川口容資（2006 - 2007）
- 川越透（1988 - 2001）
- 川崎徳次（1940 - 1942）
- 川﨑宗則（2000 - 2011・2017途 - 2018途）
- 川島慶三（2014途 - 2021）
- 川頭秀人（2007 - 2008）
- 河知治（1953）
- 河津憲一（1962 - 1963）
- 河西俊雄（1946 - 1949）
- 川根康久（1981 - 1983）
- 河野昌人（2004）
- 河野亮（1996 - 1999途）
- 川原弘之（2010 - 2021）
- 川本和宏（1982 - 1984）
- ジョー・ガンケル（2023）
- 神田大輔（1979 - 1984）
- 神田武夫（1941 - 1943途）※現役中に死去。
- 神田剛志（1984 - 1986）
- 勧野甲輝（2014 - 2015）
- 神原重人（1952 - 1953）

き
- マーティ・キーオ（1968）
- 岸川勝也（1984 - 1994途）
- 岸本千明（1952 - 1953）
- 北尾一喜（1970 - 1971）
- 北方悠誠（2015）
- 北沢禎治（1959 - 1961）
- 北田嘉秀（1984）
- 北野良栄（2002 - 2006）
- 北原昇（1941 - 1942）
- 北村修一（1949 - 1950）
- 木塚忠助（1948 - 1956）
- 木戸賢永（1986 - 1988）
- 鬼頭数雄（1941）
- 鬼頭勝治（1944）
- 城所龍磨（2004 - 2018）
- 木下勇（1943 - 1944）
- 金無英（2009 - 2015）
- 木村恵二（1991 - 1998）
- 木村茂（1998 - 2004）
- 木村忠雄（1942）
- 木村保（1957 - 1963）
- 木村勉（1939 - 1941・1946）
- 清末穎彦（1964 - 1965）

く
- リンゼイ・グーリン（2004 - 2005）
- 九鬼隆平（2017 - 2023）
- 櫛田由美彦（1946）
- ダニー・グッドウィン（1986）
- 工藤公康（1995 - 1999）
- 国貞泰汎（1962 - 1969）
- 国久松一（1939 - 1942）
- 久保貴裕（1993 - 1998）
- 久保孝之（1992 - 1995）
- 窪義幸（1960 - 1965）
- 窪田幸則（1952 - 1953途）
- 久保寺雄二（1977 - 1984）※現役中に死去。
- 久米勇紀（2008 - 2012途）
- ジュリスベル・グラシアル（2018途 - 2022）
- 倉野信次（1997 - 2007）
- 倉橋寛（1965 - 1967）
- 栗生信夫（1938 - 1939）
- 栗崎日出男（1966 - 1967）
- 栗原正弘（1952）
- 黒木貞男（1955 - 1956）
- 黒瀬健太（2016 - 2022）
- 黒田一博（1949 - 1953）
- 黒田正宏（1971 - 1981）
- 鍬原拓也（2024）

こ
- 小池兼司（1961 - 1974）
- 小石澤浄孝（1999 - 2000）
- 小泉恒美（1961 - 1970）
- 高英傑（1980 - 1983）
- 河野俊一（1957）
- 河野大樹（2015 - 2016）
- 河埜敬幸（1974 - 1989）
- 合田栄蔵（1961 - 1970）
- 幸山一大（2015 - 2018）
- 小久保清勝（1941）
- 小久保裕紀（1994 - 2003・2007 - 2012）
- 小斉祐輔（2006 - 2011）
- 小澤怜史（2016 - 2020）
- リッチ・ゴセージ（1990途 - 終了）
- 児玉龍也（2016 - 2018）
- 小辻英雄（1953 - 1956）
- 後藤修（1961 - 1962）
- 後藤将和（1989）
- 古葉竹識（1970 - 1971）
- 小畑正治（1952 - 1958）
- 小早川幸二（1989 - 1990）
- 小林悟楼（1938 - 1939・1946 - 1947）
- 小林珠維（2020 - 2024）
- 駒場雅夫（1956 - 1957）
- 小武方信一（1955 - 1956）
- アンダーソン・ゴメス（2002途 - 2005）
- オスカー・コラス（2017途 - 2020）
- 近藤義之（1972）

### さ行
さ
- 斉藤和巳（1996 - 2010）
- 齋藤誠哉（2015 - 2018）
- 斉藤秀光（2006途 - 2007）
- 齊藤大将（2024途 - 終了）
- 斉藤学（1990途 - 1997）
- 斉藤貢（1995 - 2000）
- 榊原聡一郎（1990途 - 終了）
- 榊原龍男（1990 - 1991）
- 坂口和司（1964 - 1967）
- 坂口千仙（1985 - 1990）
- 坂田和隆（1986 - 1988）
- 阪田清春（1947）
- 阪田隆（1971 - 1979）
- 坂田将人（2011 - 2017）
- 相方裕二（1977 - 1980）
- 阪本敏三（1979 - 1980）
- 阪本政数（1943・1946）
- 佐久間拓斗（2022 - 2024）
- 佐久本昌広（1996 - 2002）
- 作山和英（1992 - 1993）
- 桜井貞夫（1947 - 1948）
- 桜井輝秀（1967 - 1982）
- 笹川隆（1998 - 2002・2003途 - 2005）
- 佐々木宏一郎（1975途 - 1981）
- 佐々木重樹（1993 - 1997）
- 佐々木誠（1984 - 1993）
- 笹沼明広（2012 - 2014）
- 定岡卓摩（2005 - 2006）
- 定岡智秋（1972 - 1987）
- 佐竹俊雄（1955 - 1956）
- ジョン・サディナ（1959 - 1960）
- 佐藤公博（1968途 - 1969）
- 佐藤敬次（1972）
- 佐藤重雄（1955 - 1956）
- 佐藤真一（1993 - 1995）
- 佐藤琢磨（2022 - 2024）
- 佐藤宏樹（2021 - 2024）
- 佐藤博廸（1965 - 1966）
- 佐藤誠（2001 - 2010）
- 佐藤道郎（1970 - 1978）
- 里見進（1971）
- 真田忠治（1950 - 1951）
- 佐野誠三（1938 - 1940・1947）
- 佐野嘉幸（1972 - 1975途）
- デニス・サファテ（2014 - 2021）
- 澤田剛（1994 - 1997）

し
- 椎野新（2018 - 2023）
- JDダービン（2010途 - 終了）
- カイル・ジェンセン（2017）
- ボビー・シグペン（1994途 - 1995）
- 重田倫明（2019 - 2023）
- 成松春雄（1956）
- 篠田淳（1989 - 1991）
- 篠原貴行（1998 - 2009）
- 芝草宇宙（2006）
- 柴田佳主也（2004）
- 柴田猛（1963 - 1975）
- 柴田亮輔（2013）
- 柴原洋（1997 - 2011）
- 島田誠（1991）
- 島野育夫（1968途 - 1975）
- 島原輝夫（1950 - 1963）
- 島袋洋奨（2015 - 2019）
- 島本講平（1971 - 1975途）
- 清水貴之（2012 - 2014）
- 清水秀雄（1940・1942 - 1944・1946 - 1946途）
- 清水将海（2010途 - 2011）
- 清水陸哉（2017 - 2020）
- 下沖勇樹（2010 - 2013）
- 下柳剛（1991 - 1995）
- ジャスティン・ジャマーノ（2009）
- 蕭一傑（2013）
- 城島健司（1995 - 2005）
- 城野勝博（1970）
- ジョシュ・ショート（2011途 - 2012）
- クラレンス・ジョーンズ（1970 - 1973）
- 白井孝幸（1989 - 1989途）
- 白崎泰夫（1953 - 1959）
- 白根尚貴（2012 - 2015）
- 白野清美（1958 - 1962）
- 新里紹也（1997 - 2000）

す
- ロベルト・スアレス（2016 - 2019）
- 末崎正隆（1939 - 1940）
- 末森法典（1955 - 1958）
- 杉内俊哉（2002 - 2011）
- 杉浦三六（1973）
- 杉浦忠（1958 - 1970）
- 杉田久雄（1978 - 1980途）
- 杉本正（1990途 - 1993）
- 杉山光平（1955途 - 1961・1964 - 1966）
- 杉山重雄（1975）
- 杉山俊介（2002 - 2003）
- マット・スクルメタ（2003）
- 鈴木駿也（2009 - 2014）
- 鈴木平（2002）
- 鈴木孝雄（1961 - 1968）
- 鈴木正（1960 - 1969）
- 鈴木伸良（1984 - 1986）
- 鈴木芳太郎（1942 - 1943）
- 鈴木慶裕（1997 - 1998）
- ジョー・スタンカ（1960 - 1965）
- ジェイソン・スタンリッジ（2007途 - 2008・2014 - 2015）
- ウィリー・スミス（1972 - 1973）
- フリオ・ズレータ（2003途 - 2006）

せ
- 清地英幸（1952 - 1953）
- 関屋智義（2003）
- 攝津正（2009 - 2018）
- 瀬戸口一生（1940）
- 妹尾幸一（1962 - 1963）
- 千賀滉大（2011 - 2022）

そ
- 曽根海成（2014 - 2018途）

### た行
た
- 醍醐恒男（1972 - 1976）
- ジム・タイロン（1981途 - 1982）
- 高尾正広（1964 - 1965）
- 高木孝治（1980 - 1983）
- 高木晃次（1994 - 1997）
- 高沢武夫（1949）
- 高島覚（1990途 - 1992）
- 髙田知季（2013 - 2022）
- 髙野光（1994）
- 高野百介（1938）
- 高橋栄一郎（1963 - 1967）
- 高橋和幸（1996 - 2005）
- 高橋里志（1968 - 1972）
- 髙橋純平（2016 - 2023）
- 高橋徹（2005 - 2011）
- 髙橋秀聡（2005 - 2011）
- 高橋博（1964 - 1971）
- 高橋泰宏（1955 - 1956）
- 高橋礼（2018 - 2023）
- 高畠導宏（1968 - 1972）
- 髙谷裕亮（2007 - 2021）
- 高柳秀樹（1979 - 1991）
- 高山郁夫（1995 - 1996）
- 田川豊（1946 - 1947）
- 瀧本将生（2022 - 2024）
- 田口昌徳（2002途 - 2005）
- 田口竜二（1985 - 1990・1994）
- 宅和本司（1954 - 1959）
- 竹内和憲（1978 - 1980）
- 竹岡和宏（2004 - 2008）
- 竹口昭憲（1978 - 1987）
- 武末悉昌（1949）
- 武田一浩（1996 - 1998）
- 竹原比呂志（1977 - 1979）
- 田坂正明（1965 - 1969）
- 田沢芳夫（1955 - 1963）
- 田島俊雄（1987 - 1990）
- 田尻一郎（1987 - 1988）
- 田城飛翔（2017 - 2020）
- 田代広之（1990 - 1991）
- ジーン・ダットサン（1982）
- 巽真悟（2009 - 2016）
- 立石充男（1976 - 1986）
- 立岡宗一郎（2009 - 2012途）
- 田中一朗（1951 - 1960）
- 田中正義（2017 - 2022）
- 田中総司（2000 - 2004）
- 田中尊（1955 - 1956）
- 田中達夫（1950 - 1951）
- 田中達彦（1964 - 1969）
- 田中俊幸（1959 - 1960）
- 田中直樹（2003 - 2005）
- 種田訓久（1949 - 1950・1952 - 1954）
- 種部儀康（1970 - 1971）
- リー・タネル（1991途 - 1993）
- 田上一秀（1966 - 1967）
- 田之上慶三郎（1990 - 2007）
- 田上秀則（2006 - 2013）
- 田畑一也（1992 - 1995）
- 田村勲（1986）
- 多村仁志（2007 - 2012）
- 田村藤夫（1997 - 1998）
- 田村政雄（1979 - 1981）
- 田村優吉（1949）

ち
- 近田豊年（1988 - 1990）
- 茶谷健太（2016 - 2018）
- タイラー・チャトウッド（2022 - 2022途）
- 中馬賢治（1986）
- 中礼政博（1969 - 1972）
- 陳文賓（2003）

つ
- 塚田正義（2012 - 2019）
- 月岡伝男（1959 - 1961）
- 辻武史（1998 - 2010）
- 辻原幸雄（1971 - 1974）
- 土屋亨（1948）
- 筒井敬三（1946 - 1955）
- 筒井真次（1955）
- 筒井良紀（1973 - 1975）
- 鶴岡一人（1939 - 1940・1946 - 1952）
- 鶴岡慎也（2014 - 2017）
- 鶴崎茂樹（1972 - 1979）

て
- ティロット（1971）
- 出口雄大（1999 - 2005）
- アルフレド・デスパイネ（2017 - 2022・2023途 - 終了）
- デビッド（1986 - 1987）
- 寺岡孝（1970 - 1972）
- 寺田陽介（1956 - 1961）
- 寺原隼人（2002 - 2006・2013 - 2018）
- ファン・デレオン（2011）

と
- 土井雅弘（1996 - 2002）
- ジェフ・ドイル（1984 - 1985）
- テリー・ドイル（2012途 - 終了）
- 堂上隼人（2009 - 2012途）
- ドリュー・トゥサント（2009途 - 2010途）
- 東条文博（1963 - 1965）
- 東方伸友（2014 - 2017）
- リー・トーマス（1969）
- ボビー・トーラン（1978途 - 終了）
- 戸川一郎（1954 - 1958）
- 徳島忠彦（1941 - 1942）
- 戸田与三郎（1939 - 1940）
- 土手本勝次（1976 - 1978）
- 刀根剛（1981 - 1985）
- 渡真利克則（1991 - 1992）
- 富島五郎（1956 - 1964）
- 富田勝（1969 - 1972）
- 富永嘉郎（1938・1941 - 1944）
- 富村幸夫（1949）
- 外山義明（1974 - 1978）
- 豊岡昭久（1981）
- 豊福晃司（2010 - 2013）
- ブライアン・トラックスラー（1994 - 1995途）
- 鳥越裕介（1999途 - 2006）
- 頓田国満（1987 - 1990）
- ライアン・トンプソン（1998 - 1998途）

### な行
な
- ブランドン・ナイト（2003 - 2004）
- 内藤夏樹（1949）
- クリス・ナイマン（1984 - 1985）
- 中居殉也（1991 - 1995）
- 永射保（1989 - 1990）
- 永井智浩（1998 - 2005）
- 中井伸之（1990 - 1991）
- 中尾明生（1984 - 1988）
- 長尾辰雄（1959 - 1963途）
- 長沢正二（1949 - 1951）
- 仲澤忠厚（2006 - 2012）
- 中島孝司（1954 - 1956）
- 中島博征（1958 - 1967）
- 中城透（1961 - 1964）
- 中条博（1967 - 1970）
- 中条善伸（1985 - 1989）
- 永田郁二（1949）
- 仲田慶介（2022 - 2024）
- 中田賢一（2014 - 2019）
- 永田利則（1987途 - 1990）
- 中田道信（1938 - 1939）
- 中谷信夫（1947 - 1955）
- 中谷将大（2021途 - 2022）
- 中津正三（1949）
- 中塚昌尚（1978 - 1980）
- 中出謙二（1978 - 1985）
- 長冨浩志（1998 - 2002）
- 長友安宏（1960 - 1963途）
- 中西健太（2005 - 2013）
- 長沼要男（1942 - 1943・1946）
- 中野誠吾（1979 - 1983）
- 中野正雄（1938・1942 - 1943・1947）
- 中原恵司（2010 - 2013）
- 中原大樹（2011 - 2014）
- 中原宏（1948 - 1955）
- 中原弘（1953）
- 中道佑哉（2021 - 2023）
- 長光告直（1955 - 1961）
- 中村一雄（1941）
- 中村金次（1938 - 1939・1942）
- 中村恵吾（2015）
- 中村浩一（2001 - 2005）
- 中村晨（2016 - 2019）
- 中村大成（1953 - 1959）
- 中村宜聖（2019 - 2023）
- 中村弘道（1986 - 1989途）
- 中村之保（1967 - 1970）
- 中村亮太（2021 - 2024）
- 永本勲二（1963 - 1968）
- 永安清己（1978 - 1980）
- 中山孝一（1970 - 1978）
- 永山勝（1980 - 1981）
- 名取和彦（1980 - 1981途）
- 納家米吉（1938）
- 難波孝将（1965 - 1978）

に
- 新山彰忠（1962 - 1969）
- 新浦壽夫（1992 - 1992途）
- メルビン・ニエベス（1999途 - 2000）
- クリストファー・ニコースキー（2007 - 2008）
- ロッド・ニコルズ（1997）
- 西清孝（1985 - 1990途）
- 西俊児（1990 - 1995）
- 西浦秋夫（1969）
- 西浦敏弘（1984 - 1988）
- 西尾裕（1955 - 1957）
- 西岡三四郎（1968 - 1975）
- 西上正人（1982）
- 西川克弘（1973）
- 西川佳明（1986 - 1990）
- 西島貴之（1990 - 2000）
- 西田哲朗（2018 - 2020）
- 西端利郎（1938）
- 西堀正義（1950）
- 西村省一郎（1961 - 1970）
- 西村龍次（1998 - 2001）
- 西村英嗣（1989途 - 1992）
- 西村基史（1996 - 1997）
- 西村義人（1982 - 1983）
- 西山秀二（1986 - 1987途）
- 西山道隆（2006 - 2009）
- 二保旭（2009 - 2021途）

ね
- ジム・ネトルス（1975）
- ブライアン・ネルソン（2003 - 2003途）

の
- 野上俊夫（1975 - 1976）
- 野口勝美（1950）
- 野口渉（1944・1946）
- 野崎恒男（1972 - 1975）
- 野澤佑斗（2016 - 2020）
- 後田二郎（1947）
- 野々垣武（2001 - 2002）
- 野村克也（1954 - 1977）
- 野村大樹（2019 - 2024途）
- 野母得見（1954 - 1960）

### は行
は
- ウェス・パーカー（1974）
- モーガン・バークハート（2002）
- グレッグ・パークル（1997）
- エドガルド・バイエス（2011途 - 終了）
- 蓜島久美（1953 - 1960途）
- ジェレミー・パウエル（2008途 - 終了）
- 萩本保（1950）
- 箱崎正義（1960 - 1963）
- 橋本清（2001）
- 橋本敬司（1987 - 1990途）
- 橋本敬包（1960 - 1961）
- 橋本武広（1990 - 1993）
- 長谷川治（1946）
- 長谷川繁雄（1956 - 1961）
- 長谷川善三（1941 - 1943・1946 - 1946途）
- 長谷川勉（1975）
- 長谷川宙輝（2017 - 2019）
- 長谷川勇也（2007 - 2021）
- 畠山準（1983 - 1990）
- 服部武夫（1949 - 1953）
- 服部博行（1954）
- ヴィセンテ・パディーヤ（2013）
- トニー・バティスタ（2005）
- ケント・ハドリ（1962途 - 1967）
- トニー・バナザード（1988 - 1990）
- 花田勘一郎（1940）
- 羽田広伸（1980 - 1984）
- 馬場敏史（1990 - 1993）
- 濱涯泰司（1993 - 1999）
- 浜名千広（1992 - 2001）
- 浜名敏幸（1975 - 1979）
- 濱中英次（1990 - 1992）
- 羽村起夫（1965 - 1967）
- スティーブ・ハモンド（1987）
- 早真之介（2021 - 2023）
- 林国夫（1953 - 1955）
- 林孝哉（1992 - 2002途）
- 林俊宏（1963 - 1978）
- 祓川正敏（1958 - 1962）
- 原口哲也（1994）
- 原田賢治（1989 - 1991）
- 原田孝一（1959）
- 原田秀行（1964 - 1968）
- エディソン・バリオス（2011途 - 2016）
- 張本優大（2014 - 2019）
- ペドロ・バルデス（2001 - 2004）
- ウラディミール・バレンティン（2020 - 2021）
- 坂英男（1968 - 1970）
- ブライアン・バンクス（2000途 - 終了）
- ライアン・ハンコック（1998 - 1998途）
- リック・バンデンハーク（2015 - 2020）

ひ
- ジャック・ピアース（1977 - 1978途）
- ピート（1961 - 1963）
- 日笠雅人（2001 - 2002）
- 東谷篤（1961 - 1964）
- 東出康博（1969 - 1972）
- 樋口正蔵（1962 - 1971）
- 日暮矢麻人（2018 - 2020）
- 樋越優一（2016 - 2018）
- 日高亮（2014途 - 2015）
- ドン・ビュフォード（1976）
- 平井猪三郎（1938 - 1939・1942 - 1943）
- 平井良一（1949）
- 平川敏明（1982 - 1984）
- 平沢隆好（1976 - 1983）
- 平野正太郎（1939 - 1940）
- 平山正行（1956 - 1958）
- 広瀬真二（1990）
- 広瀬叔功（1955 - 1977）
- 広田庄司（2000 - 2002）
- 廣田浩章（1995 - 1996）
- 広田康馬（1953）
- 広永益隆（1986 - 1994途）
- 広橋公寿（1991）
- レニエル・ピント（2012）

ふ
- ブライアン・ファルケンボーグ（2009 - 2013）
- ブーマー（1992）
- ペドロ・フェリシアーノ（2005）
- マイロン・フェリックス（2022 - 2024）
- 深尾文彦（1940 - 1941）
- 深見安博（1955 - 1957）
- ブライアン・ブキャナン（2007）
- 福田秀平（2007 - 2019）
- 福田信一（1996 - 1998）
- 福田弘文（1957 - 1962）
- 福元淳史（2012途 - 2013）
- 福山龍太郎（1999 - 2002）
- 藤井翼（2008 - 2009）
- 藤井将雄（1995 - 2000）※現役中に死去。
- 藤井良一（1954 - 1955）
- 藤江清志（1953 - 1954）
- 藤岡好明（2006 - 2013）
- 藤沢哲也（1976 - 1980）
- 藤重登（1956 - 1957）
- 藤田宗一（2011）
- 藤田辰雄（1954 - 1955）
- 藤田達也（1979 - 1985）
- 藤田訓弘（1965 - 1968）
- 藤田学（1974 - 1986）
- 藤戸逸郎（1940）
- 藤野良人（1952）
- 藤村雅人（1984 - 1987）
- 藤目功治（1969 - 1971）
- 藤本修二（1983 - 1990）
- 藤本博史（1982 - 1998途）
- 藤原満（1969 - 1982）
- 舟越秀虎（2020 - 2023）
- ヤンシー・ブラゾバン（2011途 - 終了）
- ブルーム（1965 - 1966）
- 古川利明（1953）
- 古川治夫（1971）
- 古川侑利（2023 - 2024）
- 古澤勝吾（2015 - 2020）
- 古谷譲（1947 - 1948）
- 古谷優人（2017 - 2021）
- ドン・ブレイザー（1967 - 1969）

へ
- クリス・ヘイニー（2001途 - 終了）
- ウィリー・モー・ペーニャ（2012 - 2013）
- ロベルト・ペタジーニ（2010途 - 終了）
- 別所昭（1942 - 1948）
- 別府岩雄（1942）
- ロドニー・ペドラザ（1999途 - 2002途）
- ブラッド・ペニー（2012途 - 途）
- フランケリー・ヘラルディーノ（2022 - 2023）

ほ
- 帆足和幸（2012 - 2015）
- ブラッド・ボイルズ（2004途 - 終了）
- 坊西浩嗣（1991 - 2003）
- コートニー・ホーキンス（2023）
- デニス・ショーン・ホールトン（2008 - 2011）
- 星野順治（1998 - 2008）
- 星野大地（2011 - 2017）
- 星野秀孝（1976 - 1980）
- ホセ（1996 - 1997）
- 細川亨（2011 - 2016）
- 細谷保雄（1969 - 1970）
- 細山田武史（2014 - 2015）
- ゲイル・ホプキンス（1977）
- 堀井数男（1943 - 1959）
- 堀井和人（1970 - 1980）
- 堀内三郎（1970 - 1971）
- 堀内汰門（2015 - 2020）
- 堀込基明（1962 - 1968途）
- ロドニー・ボルトン（1996）
- 本田明浩（1992 - 2000）
- 本田勤（1973 - 1974）
- 本多雄一（2006 - 2018）
- 本間満（1995 - 2009）

### ま行
ま
- 前川忠男（1954）
- 前田貞行（1940 - 1941）
- 前田四郎（1969 - 1971）
- 牧憲二郎（1966 - 1969）
- 真砂勇介（2013 - 2022）
- 政野岩夫（1938 - 1940・1943 - 1944）
- 間柴茂有（1989 - 1990途）
- 舛井真喜人（1956 - 1963）
- 増田敏（1942 - 1943）
- 増田珠（2018 - 2023）
- 松修康（1999 - 2005）
- 松井淳（1949 - 1958）
- 松井隆昌（1989 - 1990途）
- 松井優典（1969 - 1974）
- 松浦信吉（1965 - 1968）
- 松浦正（1979 - 1984）
- 松尾裕二（1976 - 1979）
- 松岡高信（1979）
- 松川博爾（1944・1946 - 1948）
- 松坂大輔（2015 - 2017）
- 松崎秀昭（1985 - 1990）
- 松下昌雄（1946）
- 松田慎司（1996 - 1997）
- 松田宣浩（2006 - 2022）
- 松田匡司（2003）
- 松田遼馬（2018途 - 2020）
- 松冨倫（2014）
- 松中信彦（1997 - 2015）
- 松永浩美（1994 - 1997）
- 松野隆雄（1938 - 1940）
- 松葉昇（1947 - 1951）
- 松林和雄（1990）
- 松原明夫（1973 - 1976）
- 松村元助（1954）
- 松村智信（1949）
- 松室武（1968 - 1969）
- 松本輝（1996 - 2006途）
- 松本勇（1948 - 1950・1953 - 1954）
- 松本光三郎（1941 - 1942）
- 松本卓也（1989 - 1991）
- 松本忠繁（1948 - 1951）
- 松本芳之（1970 - 1979）
- 松本龍憲（2017 - 2018）
- 的野安修（1955・1957）
- 的場直樹（2000 - 2009）
- 的場正雄（1960 - 1962）
- 的山哲也（2008）
- 真部繁敏（1969 - 1970）
- 馬原孝浩（2004 - 2012）
- 円子宏（1955 - 1958）
- ニック・マルティネス（2021）
- 丸山二三雄（1943 - 1944・1946 - 1948）

み
- 三浦清弘（1957 - 1972）
- 三浦翔太（2012 - 2014）
- 三浦政基（1980 - 1982）
- 三浦瑞樹（2022 - 2024）
- 右田雅彦（1987 - 1990）
- 三代祥貴（2022 - 2024）
- 水上善雄（1991 - 1992）
- 瑞季（2000 - 2005）
- 水田章雄（1999 - 2010）
- 水谷茂雄（1980 - 1984）
- 水谷瞬（2019 - 2023）
- 三瀬幸司（2004 - 2010途）
- 溝口大樹（2003 - 2005）
- ケビン・ミッチェル（1995途 - 途）
- トニー・ミッチェル（2001）
- 皆川睦雄（1954 - 1971）
- 南貴樹（2011 - 2014）
- 簑原宏（1949 - 1954）
- 御船英之（1989 - 1993）
- 美間優槻（2018途 - 2019）
- 三村正（1948）
- 三森大貴（2017 - 2024）
- 宮口美吉（1938 - 1939・1942）
- 宮崎仁郎（1946）
- 宮﨑駿（2013 - 2015）
- 宮崎弘教（1976 - 1983）
- 宮地克彦（2004 - 2006）
- 宮下義雄（1941）
- 宮田正直（1991 - 1995）
- 宮本洋二郎（1974）
- アリエル・ミランダ（2018途 - 2019）

む
- マット・ムーア（2020）
- 無徒史朗（1963 - 1965）
- 村上悦雄（1972 - 1978）
- 村上一治（1941 - 1942・1949 - 1955）
- 村上舜（2020 - 2024）
- 村上誠一（1989 - 1993）
- 村上鉄也（1997 - 1999）
- 村上雅則（1963 - 1964途・1966 - 1974）
- 村上之宏（1978 - 1982）
- 村田勝喜（1988 - 1993）
- 村松有人（1991 - 2003・2009 - 2010）
- 村松修（1962 - 1965）
- 室井豊（1941 - 1942）

め
- カルロス・メイ（1978 - 1981）
- ヘクター・メルカド（2004）

も
- 望月秀継（1997）
- 望月充（1976 - 1977）
- 元田昌義（1964 - 1969）
- 本原正治（1990途 - 1993）
- 本村信吾（1990途 - 1991）
- 森厚三（1990）
- 森秀二（1990 - 1991）
- 森浩之（1987 - 1991）
- 森唯斗（2014 - 2023）
- 森口益光（1976 - 1986）
- 森下整鎮（1952 - 1966）
- 森中千香良（1958 - 1966）
- 森福允彦（2007 - 2016）
- 森本学（2003 - 2011）
- 森山一人（1999 - 2002）
- 森山孔介（2017 - 2018）
- 森山隆男（1977 - 1980）
- 森脇浩司（1987途 - 1996）
- 衆樹資宏（1967）

### や行
や
- 八木進（1942 - 1944）
- 八木健史（2013 - 2014）
- 安井亀和（1943・1946 - 1949）
- 安井鍵太郎（1941・1946）
- 安枝八郎（1949）
- 安田圭佑（2011 - 2014）
- 安田秀之（1986 - 1995）
- 安田昌雄（1949 - 1952）
- 柳川洋平（2009 - 2012）
- 柳鶴震（1941 - 1942）
- 柳田聖人（1988 - 1993・1996 - 2001）
- 柳田利夫（1967途 - 1970）
- 柳瀬明宏（2006 - 2016）
- 矢野実（1982 - 1990・1993 - 1995）
- 薮駿策（1956）
- 薮内威佐夫（1955）
- 藪上敏夫（1970 - 1972）
- 矢部徳美（1971 - 1972）
- 山内和宏（1981 - 1990途）
- 山内新一（1973 - 1983）
- 山内孝徳（1981 - 1992）
- 山尾年加寿（1938 - 1940）
- 山川周一（1983 - 1992）
- 山口和雄（1968 - 1969）
- 山口信二（1992 - 1995）
- 山口哲治（1986 - 1988）
- 山口昌明（1963 - 1965）
- 山口裕二（1984 - 1998）
- 山崎勝己（2001 - 2013）
- 山崎清（1958 - 1959）
- 山崎清人（1952）
- 山崎賢一（1994 - 1996）
- 山崎慎太郎（1998 - 1999）
- 山崎盛昭（1954）
- 山下亜文（2015 - 2018）
- 山下慶徳（1979）
- 山下登（1960 - 1963）
- 山下律夫（1982）
- 山田秋親（2001 - 2008）
- 山田正陽（1961 - 1963）
- 山田武史（1990途 - 1991）
- 山田勉（1981 - 1988）
- 山田勉（1999 - 2000）
- 山田富一（1954）
- 山田治之（1967 - 1970）
- 山田大樹（2007 - 2017）
- 山田幸男（1950）
- 山中潔（1989 - 1990途）
- 山中浩史（2013 - 2014途）
- 山中律俊（1984 - 1987）
- 山之内健一（1989 - 1994）
- 山村路直（2001 - 2008）
- 山村善則（1982 - 1989）
- 山本昭良（1980 - 1982）
- 山本和樹（1977 - 1979）
- 山本和範（1983 - 1995）
- 山本穰（1983 - 1984）
- 山本省吾（2013）
- 山本晴三（1971 - 1973）
- 山本忠男（1967 - 1972）
- 山本多聞（1964 - 1970）
- 山本秀一（1960 - 1962）
- 山本雅夫（1972 - 1983）
- 山本征良（1957 - 1959）
- 山本義司（1954 - 1956）
- 山本利一（1976）
- 陽耀勲（2006 - 2013）

ゆ
- 湯上谷竑志（1985 - 2000）
- 柚木進（1948 - 1956）
- 柚木秀夫（1971 - 1974）

よ
- 養父鉄（2002）
- 横井正之（1953）
- 横田邦昭（1952）
- 吉川輝昭（2010途 - 2012）
- 吉川元浩（2008 - 2010）
- 吉川義次（1938 - 1940・1944・1946 - 1946途）
- 吉沢俊幸（1986）
- 吉住晴斗（2018 - 2021）
- 吉田賢吾（2023 - 2024）
- 吉田修司（1994途 - 2006）
- 吉田豊彦（1988 - 1998途）
- 吉田博之（1979 - 1990）
- 吉武真太郎（1994 - 2006）
- 吉富欣也（1940 - 1941）
- 吉永幸一郎（1988 - 2000）
- 吉野誠（2013途 - 終了）
- 吉村元富（1981 - 1984）
- 吉村裕基（2013 - 2018）
- 吉本一義（1994 - 2000）
- 吉本祥二（2012 - 2017）
- 吉本亮（1999 - 2008）
- 米谷延夫（1975 - 1979）

### ら行
ら
- スコット・ライディ（1996途 - 終了）
- ジョージ・ライト（1988・1993）
- ジム・ライトル（1983）
- ケビン・ライマー（1994 - 1996途）
- マイク・ラガ（1991 - 1992）
- ブレイディー・ラジオ（2000 - 2002）
- ブライアン・ラヘア（2013）
- マット・ランデル（1999途 - 2000）

り
- 李来発（1980 - 1983）
- 李杜軒（2007 - 2016）
- リチャード（2018 - 2025途）
- 劉瀬章（1938 - 1940）
- 領健（2005 - 2008）

れ
- コリン・レイ（2021 - 2021途・2022）
- 怜王（2009 - 2012）
- マイケル・レストビッチ（2008）
- アンソニー・レルー（2011）

ろ
- キャメロン・ロー（2009）
- ジョニー・ローガン（1964）
- アンディ・ロドリゲス（2021）
- トム・ロブソン（1976）
- ルイス・ロペス（1998）
- レビ・ロメロ（2012途 - 終了）
- ロン・ロリッチ（1974途 - 1975）

### わ
- 若井基安（1988 - 1999）
- 若田部健一（1992 - 2002）
- 脇坂浩二（1990 - 2000）
- ケン・ワシントン（1970）
- 和田毅（2003 - 2011・2016 - 2024・2025途 - 途）※2025年は引退試合に出場するための4日だけの現役復帰。
- 和田徹（1975 - 1978）
- 渡辺泰輔（1965 - 1972）
- 渡辺健史（2016 - 2020）
- 渡辺智男（1994 - 1997）
- 渡辺秀一（1994 - 2001）
- 渡辺正和（1993 - 2003）
- 渡辺光弘（1976 - 1979）
- 渡邊佑樹（2023 - 2024）
- 渡邉雄大（2018 - 2021）
- 渡会純男（1957 - 1965・1968 - 1971）
- 和中史郎（1963 - 1980）

## 歴代監督
- 高須一雄（1938秋 - 1940）
- 三谷八郎（1941 - 1942）
- 高田勝生（1943）
- 加藤喜作（1944）
- 鶴岡一人（1946 - 1968）
- 飯田徳治（1969）
- 野村克也（1970 - 1977）
- 広瀬叔功（1978 - 1980）
- ドン・ブレイザー（1981 - 1982）
- 穴吹義雄（1983 - 1985）
- 杉浦忠（1986 - 1989）
- 田淵幸一（1990 - 1992）
- 根本陸夫（1993 - 1994）
- 王貞治（1995 - 2008）
- 秋山幸二（2009 - 2014）
- 工藤公康（2015 - 2021）
- 藤本博史（2022 - 2023）
- 小久保裕紀（2024 -）

### 監督代行
- 岩本義行（1942）※三谷の退任に伴う。
- 加藤喜作（1942・1943）※1942年は代行・岩本の退任に、1943年は高田の退任に伴う。
- 蔭山和夫（1962）※鶴岡の休養（チーム不振の責任）に伴う。
- 穴吹義雄（1977）※野村の退任に伴う。
- 森脇浩司（2006）※王の病気療養（胃がん）に伴う。
- 秋山幸二（2008）※王の病気療養（体調不良）に伴う。
- 森浩之（2023）※藤本の一時離脱（実父の葬儀参列）に伴う。

## 主な過去の在籍コーチ
選手としてホークスに在籍経験のない者に限る。
- 有本義明
- 飯田哲也
- 五十嵐章人
- 池辺巌
- 石渡茂
- 入来祐作
- 大石大二郎
- 大石友好
- 大田卓司
- 大塚潔
- 尾花高夫
- 郭泰源
- 金森栄治
- 川村隆史
- 河村英文
- 管進吾
- 橘内基純
- 金星根
- 久保康生
- 黒江透修
- 古賀英彦
- 小林正之
- 小山正明
- 権藤博
- 佐藤義則
- バーニー・シュルツ
- 勝呂壽統
- 鈴木康友
- 高橋慶彦
- 高波文一
- 髙村祐
- 竹之内雅史
- 立花義家
- 達川光男
- 笘篠誠治
- 鳥井田淳
- 長池徳士
- 中西勝己
- 沼澤康一郎
- 平石洋介
- 藤井康雄
- 古谷法夫
- 前田忠節
- 水谷実雄
- 村田兆治
- 山倉和博
- 山本一義
- 横溝桂
- 吉井理人
- 与那嶺要
- 若菜嘉晴
- 若生智男

## ホークスジュニア歴代監督
- 秋山幸二（2005）
- 田口昌徳（2006）
- 永井智浩（2007 - 2009）
- 藤田学（2010 - 2011）
- 池田親興（2012 - 2015）
- 馬原孝浩（2016）
- 新垣渚（2017 - 2018）
- 帆足和幸（2019 - ）

## 永久欠番
準永久欠番
- 15 - 藤井将雄（投手）[3]
- 89 - 王貞治（監督）